# 得永祥男
得永 祥男（とくなが よしお、 1943年頃- 2003年2月1日）は、日本の高校野球指導者。佐世保工業高校・波佐見高校野球部を率いて春夏合わせて6回の甲子園出場を果たした。

## 経歴
長崎県西彼杵郡大瀬戸町（現：西海市）松島出身。長崎市立桜馬場中学校、長崎県立長崎東高等学校から日本体育大学に進み、1965年に同大学を卒業後、保健体育教諭として長崎県立佐世保工業高等学校に赴任した。併せて同校野球部監督に就任したが、当時は海星高校をはじめとした長崎市内の高校が県代表を独占していた。そこで得永は「打倒海星」をスローガンに掲げ、合理的な練習を取り入れたほか多数の県外試合を組んで強化に努めた。1966年西九州大会決勝、1968年長崎大会決勝と甲子園出場をかけた試合でいずれも海星に敗れたが、1974年の西九州大会決勝で海星を破り優勝、県北勢として初めて甲子園出場を決めた。この年を含めて佐世保工業時代に春2回・夏2回の甲子園出場を果たしたが、その4大会で勝利を挙げることはできなかった。
1982年に波佐見高校へ異動。不十分な練習環境など課題が山積していたが、佐世保工業時代の教え子である川原正也を監督に、長男の得永健（現：監督）をコーチに招いて指導を重ね、1996年には前年決勝で敗れた長崎日大を下し、同校としては春夏通じて初めての甲子園出場を果たした。準々決勝で熊本工業に敗れたが、初出場ながらベスト8まで勝ち進み、「炎の軍団」と呼ばれた。その後も自宅を寮に改造して選手を受け入れるなどして、練習環境を整えて甲子園出場を目指した。
2000年秋にがんの宣告を受け胃を切除した。翌年の夏に再び甲子園を果たし、病を押して指揮を執ったが初戦敗退。2002年には高校野球の発展に貢献したとして朝日文化球育賞を受賞した。
2003年2月1日、胃がんのため死去。享年60。葬儀には教え子ら2千人が出席した。得永を偲ぶ教え子らによって、波佐見高校グラウンドを見下ろす高台に石像が建てられた。

## 人物・指導
- 熱血漢として知られた[1]。長く厳しい練習・指導で知られていたが、自分の間違いを認め選手たちに頭を下げるなど、自分に厳しい一面もあったという[10]。
- 「良き野球人たる前に良き高校生たれ」を指導理念としており、野球部員を地元の清掃活動やスポーツ大会に参加させた[14]。これにより波佐見高校ファンが増え、地元波佐見町の野球熱も高まったという[14]。野球を通じた人間教育が認められ、1993年には長崎県教育功労者顕彰を受けた[3]。

## 戦績

### 佐世保工業高校
- 第56回全国高等学校野球選手権大会（1974年）
  - 2回戦：0-3 城西（東東京）
- 第47回選抜高等学校野球大会（1975年）[注 5]
  - 1回戦：4-7 静岡商業（静岡）
- 第60回全国高等学校野球選手権大会（1978年）
  - 2回戦：1-6 中京（愛知）
- 第53回選抜高等学校野球大会（1981年）
  - 1回戦：4-5 桜美林（東京）

### 波佐見高校
- 第78回全国高等学校野球選手権大会（1996年）
  - 2回戦：4-2 秋田経法大附（秋田）
  - 3回戦：8-5 宇都宮南（栃木）
  - 準々決勝：6-7 熊本工業（熊本）
- 第83回全国高等学校野球選手権大会（2001年）
  - 1回戦：1-4 佐野日大（栃木）

## 主な教え子
- 垣野多鶴（内野手） - NTT東日本硬式野球部監督、アトランタオリンピック野球日本代表コーチ
- 白武佳久（投手） - 元広島東洋カープ・千葉ロッテマリーンズ選手
- 香田勲男（投手） - 阪神タイガース投手コーチ、元読売ジャイアンツ・大阪近鉄バファローズ選手[注 6]
- 石橋尚登（内野手） - 元広島東洋カープ・阪神タイガース・埼玉西武ライオンズ選手
- 中野達也 - 埼玉西武ライオンズトレーニングコーチ